# Albert Rocas
Albert Rocas Comas (Palafrugell, Gerona, España; 16 de junio de 1982) es un exjugador español de balonmano. Ocupaba la posición de extremo derecho y jugaba en el Naturhouse La Rioja de la liga ASOBAL.
Destacaba por su velocidad, la diversidad en el lanzamiento y la fiabilidad desde el punto de penalti, entre otras cualidades. Estas habilidades le han convertido en uno de los mejores extremos derechos del mundo.
Es internacional con la selección española desde 2004, con la que se ha proclamado bicampeón del Mundo en 2005 y 2013. Lleva 179 partidos disputados y 599 goles.

## Trayectoria profesional
| Equipo                  | Goles | Temporada  |
| ----------------------- | ----- | ---------- |
| Naturhouse La Rioja     | 21    | 2014-2017  |
| KIF Kolding København   | 64    | 2013-2014  |
| FC Barcelona Intersport | 38    | 2012-2013  |
| FC Barcelona Intersport | 35    | 2011-2012  |
| FC Barcelona Borges     | 31    | 2010-2011  |
| FC Barcelona Borges     | 20    | 2009-2010  |
| FC Barcelona Borges     | 22    | 2008-2009  |
| FC Barcelona            | 52    | 2007-2008  |
| Portland San Antonio    | 45    | 2006-2007  |
| Portland San Antonio    | 69    | 2005-2006  |
| Portland San Antonio    | 45    | 2004-2005  |
| Portland San Antonio    |       | 2003-2004  |
| BM Valladolid           |       | 2002-2003  |
| BM Valladolid           |       | 2001-2002  |
| BM Valladolid           |       | 2000-2001  |
| BM Granollers           |       | 1999-2000  |
| BM Granollers           |       | 1998-1999  |
| BM Granollers           |       | 1997-1998  |
| CH Garbí Palafrugell    |       | Debut-1997 |

## Palmarés

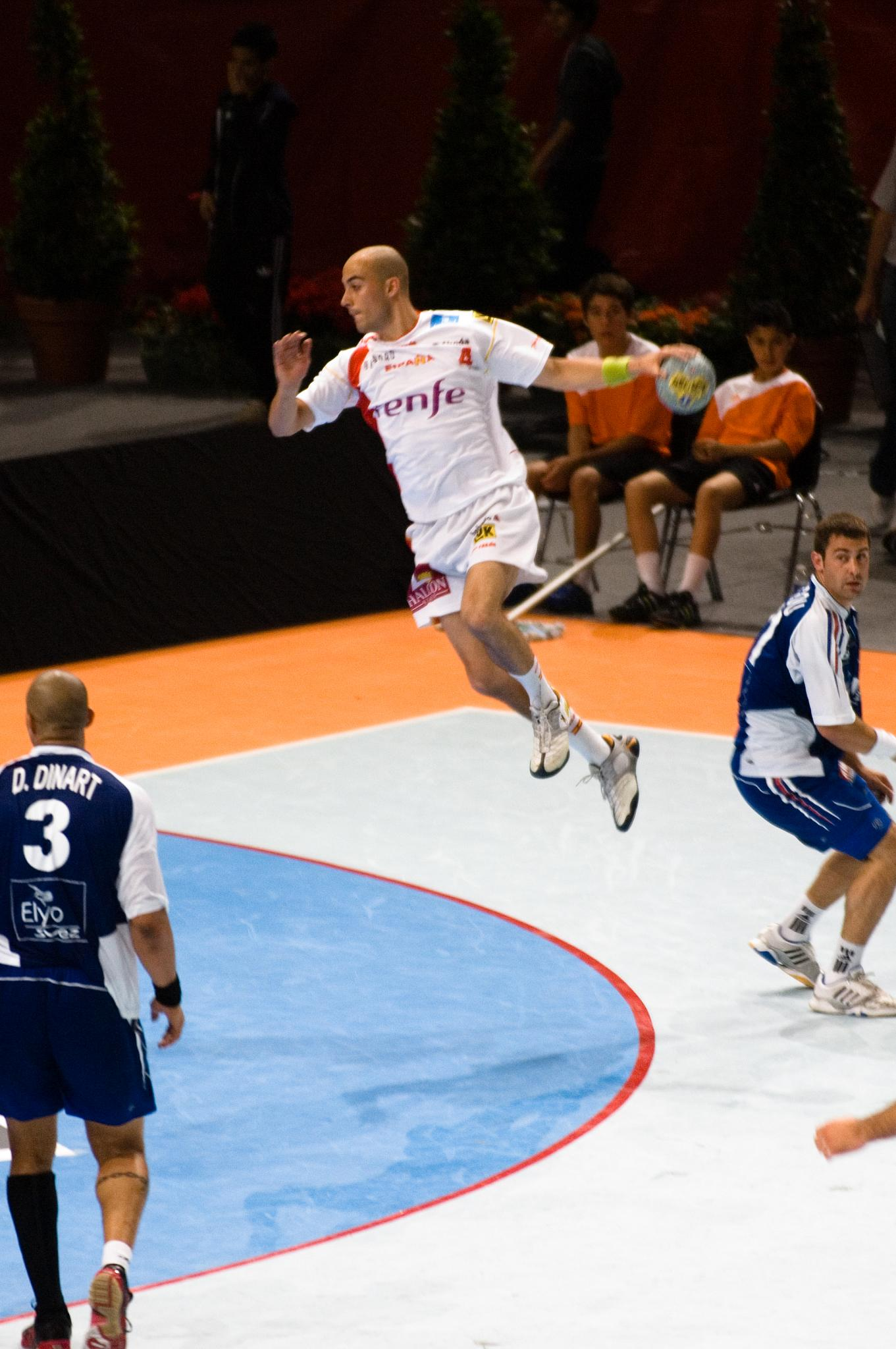
Albert Rocas con la Selección española ante Francia, en el preolímpico 2008 disputado en el Paris Bercy.

### Clubes
Fútbol Club Barcelona
- Copa de Europa (2011)
- Liga ASOBAL (2011, 2012 y 2013)
- Supercopa de España (2009, 2010)
- Copa ASOBAL (2009, 2011, 2012)
- Copa del Rey (2009 y 2010)

Portland San Antonio
- Recopa de Europa (2004)
- Liga ASOBAL (2005)
- Supercopa de España (2006)

BM Valladolid
- Copa ASOBAL (2003)

### Selección nacional

#### Campeonato del Mundo
- Medalla de oro en el Campeonato del Mundo de 2005
- Medalla de bronce en el Campeonato del Mundo de 2011
- Medalla de oro en el Campeonato del Mundo de 2013

#### Campeonato de Europa
- Medalla de plata en el Campeonato de Europa de 2006
- Medalla de bronce en el Campeonato de Europa de 2014

#### Juegos Olímpicos
- Medalla de bronce en los Juegos Olímpicos de 2008

### Distinciones individuales
- Mejor extremo derecho de la Liga ASOBAL (2004)
- Mejor extremo derecho de la Liga ASOBAL (2007)
- Mejor extremo derecho de los Juegos Olímpicos (2008)
- Mejor extremo derecho de la Liga ASOBAL (2008)

## Vida privada
Casado con la periodista Estefanía Rey Sánchez.
Actualmente trabaja como subdirector en el Colegio Estudiantes las Tablas.